# Juillet 1881

## Événements
- 2 juillet :
  - États-Unis : le républicain James Abram Garfield, élu le 2 novembre 1880, est assassiné par un chômeur, Charles J. Guiteau, qu’il aurait éconduit. Il meurt le 19 septembre.
  - Une commission gréco-turque mise en place par le congrès de Berlin définit la frontière entre les deux pays et accorde à la Grèce les districts de Volos, Larissa, Trokhala situés au nord, et à l’empire Ioannina.

- 5 juillet : protectorat français sur le Fouta-Djalon[1].

- 20 juillet, États-Unis : reddition du chef sioux Sitting Bull.

- 21 juillet : première convention nationale acadienne.

- 26 juillet, France : création de l'école normale supérieure de Sèvres.

- 29 juillet, France : promulgation de la loi sur la liberté de la presse et sur la liberté de réunion, qui comprend également des dispositions sur l'affichage (à l'origine des panneaux « Défense d'afficher - Loi du 29 juillet 1881 »).

## Décès
- 1er juillet : Louis Marchand, homme d'affaires et politicien.
- 3 juillet : Theodoor Willem van Zuylen van Nievelt, homme politique néerlandais (né en 1813).
- 5 juillet : Augustin Licot de Nismes, homme politique belge.
- 14 juillet : Billy the Kid, hors-la-loi.